# More Monsters and Sprites
More Monsters and Sprites é o terceiro EP e o primeiro álbum remixado do produtor musical estadunidense Skrillex. Foi lançado em 7 de junho de 2011 pela Big Beat Records.

## Lista de faixas
| N.º | Título                                                   | Compositor(es)           | Produtor(es)           | Duração |  |
| 1.  | "First of the Year (Equinox)"                            | Skrillex                 | Skrillex               | 4:22    |  |
| 2.  | "Ruffneck (Flex)"                                        | Skrillex ft. juicy j     | Skrillex               | 4:43    |  |
| 3.  | "Ruffneck (Full Flex)"                                   | Skrillex ft. juicy j     | Skrillex               | 3:46    |  |
| 4.  | "Scary Monsters and Nice Sprites" (Dirtyphonics Remix)   | Skrillex                 | Skrillex, Dirtyphonics | 4:51    |  |
| 5.  | "Scary Monsters and Nice Sprites" (Phonat Remix)         | Skrillex, Phonat         | Skrillex, Phonat       | 3:40    |  |
| 6.  | "Scary Monsters and Nice Sprites" (The Juggernaut Remix) | Skrillex, The Juggernaut | Skrillex               | 3:54    |  |
| 7.  | "Scary Monsters and Nice Sprites" (Kaskade Remix)        | Skrillex, Kaskade        | Skrillex               | 8:04    |  |

## Vinil
| N.º | Título                                 | Compositor(es)        | Produtor(es)          | Duração |  |
| 1.  | "First of the Year (Equinox)"          | Skrillex              | Skrillex              | 4:22    |  |
| 2.  | "Ruffneck (Flex)"                      | Skrillex              | Skrillex              | 4:43    |  |
| 3.  | "Ruffneck (Full Flex)"                 | Skrillex              | Skrillex              | 3:46    |  |
| 4.  | "Weekends!!!" (com Sirah)              | Skrillex, Sirah       | Skrillex, Sirah       | 4:51    |  |
| 5.  | "Weekends!!! (ft. Sirah)" (Zedd Remix) | Skrillex, Sirah, Zedd | Skrillex, Sirah, Zedd | 3:40    |  |

## Posições
| Tabela musical (2011)                               | Melhor posição |
| --------------------------------------------------- | -------------- |
| Austrália (ARIA Charts)                             | 60             |
| Estados Unidos (Billboard 200)                      | 124            |
| Estados Unidos (Billboard Dance/Electronica Albums) | 5              |